# Mai 1992
Portal Geschichte | Portal Biografien | Aktuelle Ereignisse | Jahreskalender | Tagesartikel

◄ |
19. Jahrhundert |
20. Jahrhundert
| 21. Jahrhundert

◄ |
1960er |
1970er |
1980er |
1990er
| 2000er | 2010er | 2020er | ►

◄ |
1988 |
1989 |
1990 |
1991 |
1992
| 1993 | 1994 | 1995 | 1996 | ►

◄ |
Februar 1992 |
März 1992 |
April 1992 |
Mai 1992 |
Juni 1992 |
Juli 1992 |
August 1992 |
►
Dieser Artikel behandelt aktuelle Nachrichten und Ereignisse im Mai 1992.

## Tagesgeschehen

### Samstag, 2. Mai 1992
- Porto/Portugal: Die zwölf Mitgliedstaaten der Europäischen Gemeinschaften und die sieben Mitglieder der Europäischen Freihandelsassoziation unterzeichnen ein Abkommen zur Bildung einer Freihandelszone mit dem Namen „Europäischer Wirtschaftsraum“, in dem alle vier Freiheiten des Binnenmarkts gelten sollen. In der Schweiz ist die Ratifizierung des Abkommens politisch und gesellschaftlich umstritten.[1]

### Dienstag, 5. Mai 1992
- Kiel/Deutschland: Der Landtag von Schleswig-Holstein wählt Björn Engholm (SPD) mit 49 Stimmen bei 39 Gegenstimmen erneut zum Ministerpräsidenten.[2]

### Mittwoch, 6. Mai 1992
- Lissabon/Portugal: Der SV Werder Bremen gewinnt den Fußball-Europapokal der Pokalsieger durch einen 1:0-Finalsieg gegen den AS Monaco.[3]

### Donnerstag, 7. Mai 1992
- Lansing, Trenton/Vereinigte Staaten: Die Bundesstaaten Michigan und New Jersey ratifizieren den 27. Zusatzartikel zur Verfassung der Vereinigten Staaten. Dessen Anerkennung in 75 % der Einzelstaaten ist Bedingung für die Erhebung des Artikels zur nationalen Rechtsnorm. Michigan ist augenscheinlich der entscheidende Staat für das Erreichen der 75-%-Marke. Zwischen 1789 und 1978 ratifizierten nur acht Staaten den Artikel, seit 1982 folgten aufgrund der Kampagne des damaligen College-Studenten Gregory Watson über 30 weitere.[4]
- Straßburg/Frankreich: Bulgarien tritt als 26. Mitgliedstaat dem Europarat bei.[5]

### Freitag, 8. Mai 1992
- Şuşa/Aserbaidschan: Die Streitkräfte Armeniens besetzen mit Unterstützung Russlands die zum aserbaidschanischen Staatsgebiet gehörende Region um die Stadt Schuscha, in der hauptsächlich Aserbaidschaner leben. Armenien unterbindet mit dem Vorstoß, dass die Stadt Stepanakert in der mehrheitlich von Armeniern bewohnten aserbaidschanischen Region Bergkarabach fortgesetzt durch die Streitkräfte Aserbaidschans beschossen werden kann, zum anderen existiert nun eine territoriale Verbindung zwischen dem Kernland und Bergkarabach.[6][7]

### Samstag, 9. Mai 1992
- Malmö/Schweden: Die Sängerin Linda Martin gewinnt im Isstadion für Irland das Finale im 37. Grand Prix Eurovision de la Chanson.[8]

### Sonntag, 10. Mai 1992
- Prag/Tschechoslowakei: Schweden wird Eishockey-Weltmeister durch einen 5:2-Sieg gegen Finnland.[9]
- Duschanbe/Tadschikistan: Sicherheitskräfte beenden gewaltsam die seit Dienstag anhaltenden Demonstrationen von mehr als 100.000 Teilnehmern, die auch zur Ausrufung des Ausnahmezustands durch Präsident Rahmon Nabijew führten. Etwa zehn Menschen sterben bei den Ereignissen.[10]

### Montag, 11. Mai 1992
- Köln/Deutschland: Der Fernsehsender RTL Plus startet die Ausstrahlung der Seifenoper Gute Zeiten, schlechte Zeiten (GZSZ). Als Grundlage nutzt die Produktionsfirma bis auf Weiteres leicht abgewandelte Drehbücher der 1981 eingestellten australischen Seifenoper The Restless Years. Viele der GZSZ-Protagonisten sind Laienschauspieler.[11]
- Landkreis Freising/Deutschland: Der Flughafen München wird 28,5 km nördlich des Münchener Stadtzentrums eröffnet. Er löst den Flughafen München-Riem ab, dessen Stilllegung beschlossen ist.[12]

### Dienstag, 12. Mai 1992
- Duschanbe/Tadschikistan: Präsident Rahmon Nabijew (Kommunistische Partei) einigt sich mit der Opposition darauf, seine Macht zu teilen. Bis zu den vereinbarten Parlamentswahlen im Dezember soll an die Stelle des Obersten Sowjets ein neues Parlament treten, das jeweils zur Hälfte aus regierungstreuen Politikern und aus Oppositionellen besteht. Der Name des Parlaments wird Madschlis sein und stellt damit einen Bezug zum Islam her.[13]

### Mittwoch, 13. Mai 1992
- Amsterdam/Niederlande: Ajax Amsterdam gewinnt nach einem 0:0 im Final-Rückspiel gegen den AC Turin den Fußball-UEFA-Cup. Das Hinspiel endete 2:2 und die mehr geschossenen Auswärtstore entscheiden über den Titelgewinn.[14]

### Freitag, 15. Mai 1992

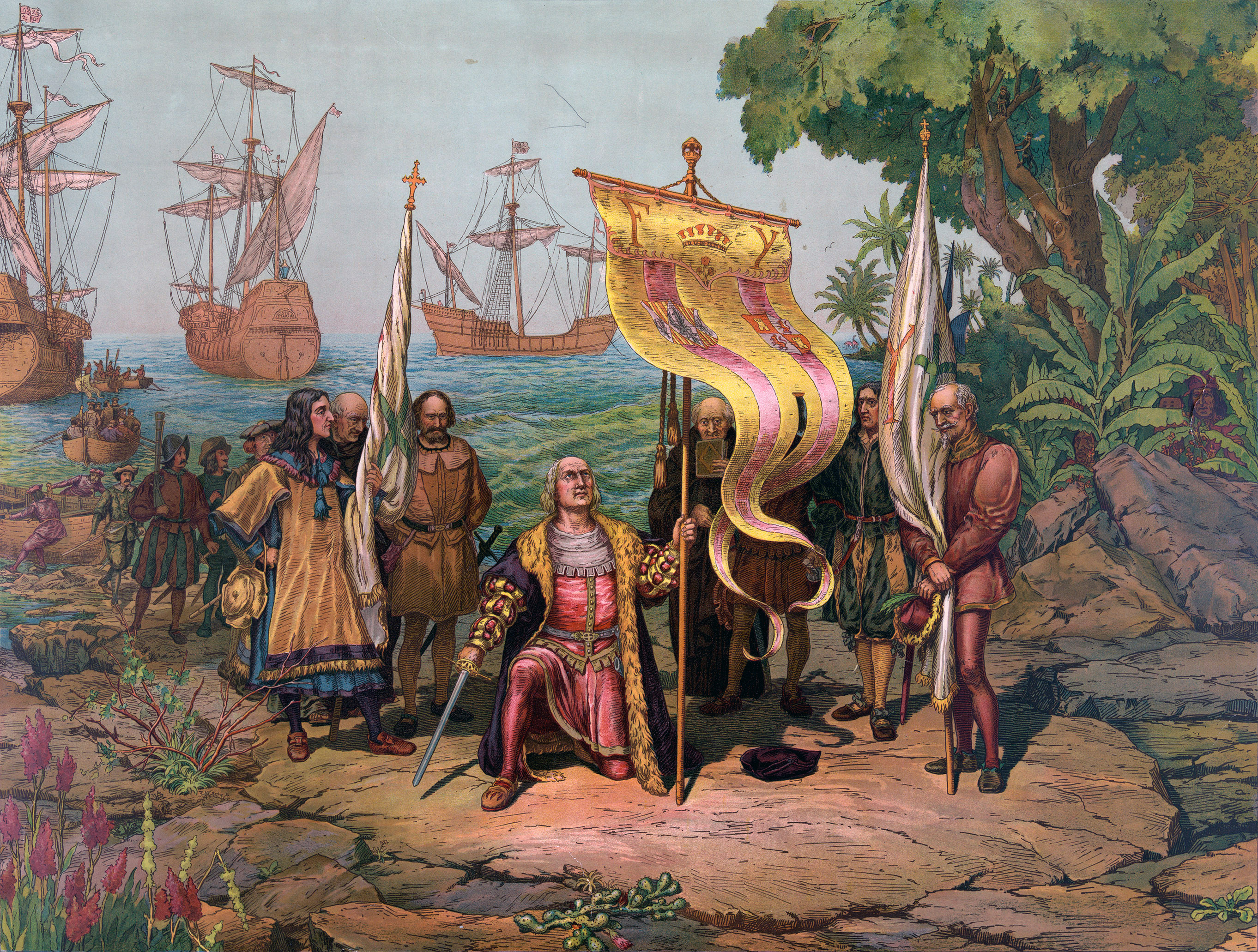
Guanahani, 1492 (künstlerische Darstellung)

- Bonn/Deutschland: Der neugewählte Ministerpräsident von Mecklenburg-Vorpommern Berndt Seite (CDU) löst seinen Parteikollegen Alfred Gomolka als Präsident des Bundesrates ab. Der Landtag von Mecklenburg-Vorpommern setzte Gomolka per Misstrauensvotum als Regierungschef des Landes ab.[15]
- Genua/Italien: Zur Feier des 500. Jahrestags der Landung von Christoph Kolumbus auf Guanahani, Amerika, wird die Internationale Spezial-Ausstellung „Colombo '92“ eröffnet. Das Bureau International des Expositions rechnet mit drei Millionen Besuchern.[16]

### Samstag, 16. Mai 1992
- Leverkusen/Deutschland: Drei punktgleiche Mannschaften ermitteln am letzten Spieltag der Fußball-Bundesliga 1991/92 den Gewinner der Deutschen Fußballmeisterschaft. Während Eintracht Frankfurt verliert, gewinnen Borussia Dortmund beim MSV Duisburg und der VfB Stuttgart bei Bayer Leverkusen. Das bessere Torverhältnis beschert dem VfB Stuttgart den Titel.[17]
- Berlin: Die deutsch-amerikanische Schauspielerin und Sängerin Marlene Dietrich wird in ihrem Geburtsort Berlin beerdigt. Die ARD überträgt die Beerdigung live.

### Sonntag, 17. Mai 1992
- Bern/Schweiz: Die Stimmberechtigten votieren für eine Vorlage des Bundesrats, der zufolge ihr Land dem Internationalen Währungsfonds und der Weltbank beitreten soll. Außerdem stimmen sie für die Einführung eines Wehrersatzdienstes und lehnen die Initiative „zur Rettung unserer Gewässer“ ab.[18][19]
- Larnaka/Zypern: Bei der 10. Fußball-Europameisterschaft für U-16-Mannschaften der UEFA gewinnt die deutsche Mannschaft im Finale 2:1 gegen Spanien.[20]

### Montag, 18. Mai 1992

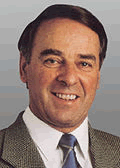
Bundesrat Adolf Ogi will eine „Integration“ der Schweiz in die EG

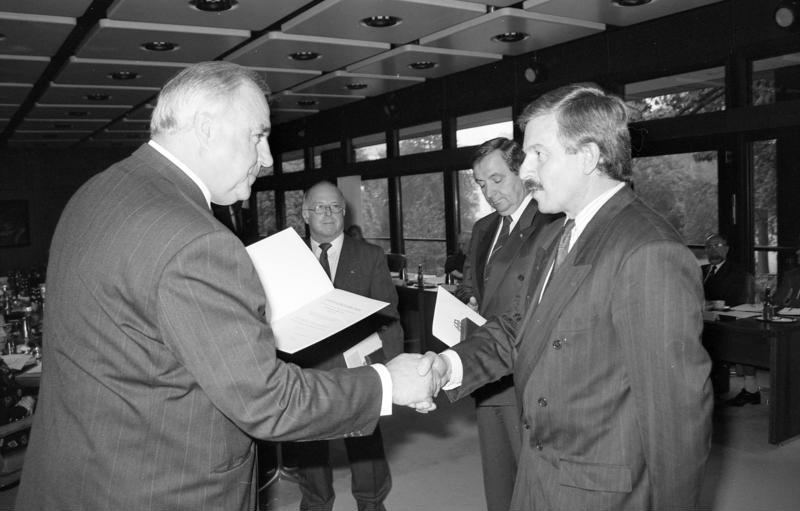
Helmut Kohl, Jürgen Möllemann

- Bern/Schweiz: Ein Bericht im Bundesrat befürwortet den Beitritt der Schweiz zu den Europäischen Gemeinschaften (EG). Die Räte beschließen, bei den Gemeinschaften ein Gesuch um die „Aufnahme von Verhandlungen über den Beitritt der Schweiz“ zu stellen. Diesen Vorgang stellen die Medien mehrheitlich verkürzt als Gesuch um einen EG-„Beitritt der Schweiz“ dar und bewirken damit in Politik und Bevölkerung v. a. spontane Ablehnung. Mitglieder des Bundesrats betonen, dass der Schweizer Wirtschaft eine tiefere Integration mit den EG helfen würde.[21]
- Bonn/Deutschland: In Folge des Rückzugs Hans-Dietrich Genschers (FDP) vom Ministerposten für Auswärtige Angelegenheiten sowie vom Amt des Vizekanzlers nach jeweils fast 18-jähriger Dienstzeit ernennt Bundeskanzler Helmut Kohl den bisherigen Bundesminister der Justiz Klaus Kinkel (FDP) zum neuen Leiter des Außenministeriums. Kinkels Parteikollege Jürgen Möllemann, der das Wirtschaftsministerium leitet, wird neuer Vizekanzler.[22]
- Cannes/Frankreich: Der Film Die besten Absichten des dänischen Regisseurs Bille August wird bei den 45. Internationalen Filmfestspielen mit der Palme d’or ausgezeichnet.[23]
- Köln/Deutschland: Bei der 1. Verleihung des Musikpreises Echo wird die Rock-Band Scorpions in der Kategorie „Gruppe des Jahres national“ ausgezeichnet.[24]

### Dienstag, 19. Mai 1992
- Potsdam/Deutschland: Die Treuhandanstalt verkauft die DEFA-Filmstudios im Stadtteil Babelsberg an einen französischen Konzern. Dieser setzt den Regisseur Volker Schlöndorff als Geschäftsführer ein.[25]

### Mittwoch, 20. Mai 1992
- London/Vereinigtes Königreich: Der FC Barcelona gewinnt den Fußball-Europapokal der Landesmeister durch einen 1:0-Finalsieg nach Verlängerung gegen Sampdoria Genua. Der Landesmeister-Wettbewerb wechselt seinen Namen anschließend zu „Champions League“.[26]

### Donnerstag, 21. Mai 1992

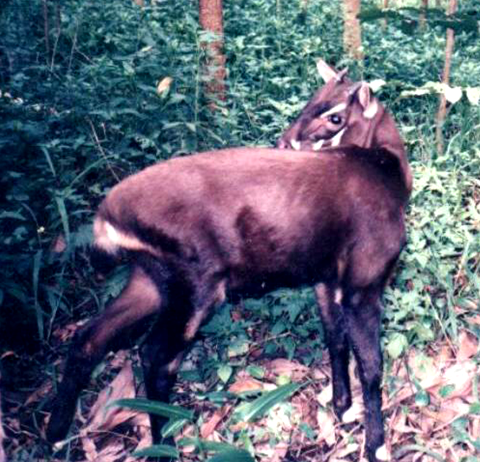
Saola-Rind

- Hà Tĩnh/Vietnam: Im Nationalpark Vũ Quang präsentiert ein Jäger einer Gruppe Naturforschern den Schädel eines der Wissenschaft völlig unbekannten Rinds. Das Saola ist weltweit das erste große Säugetier, das seit den 1930er Jahren entdeckt wird.[27][28]

### Freitag, 22. Mai 1992
- New York/Vereinigte Staaten: Gemäß den Resolutionen 753, 754 und 755 des Sicherheitsrats der Vereinten Nationen (UN) stimmt die UN-Generalversammlung der Aufnahme der Republiken Bosnien und Herzegowina, Kroatien und Slowenien in das Staatenbündnis zu.[29]

## Weblinks

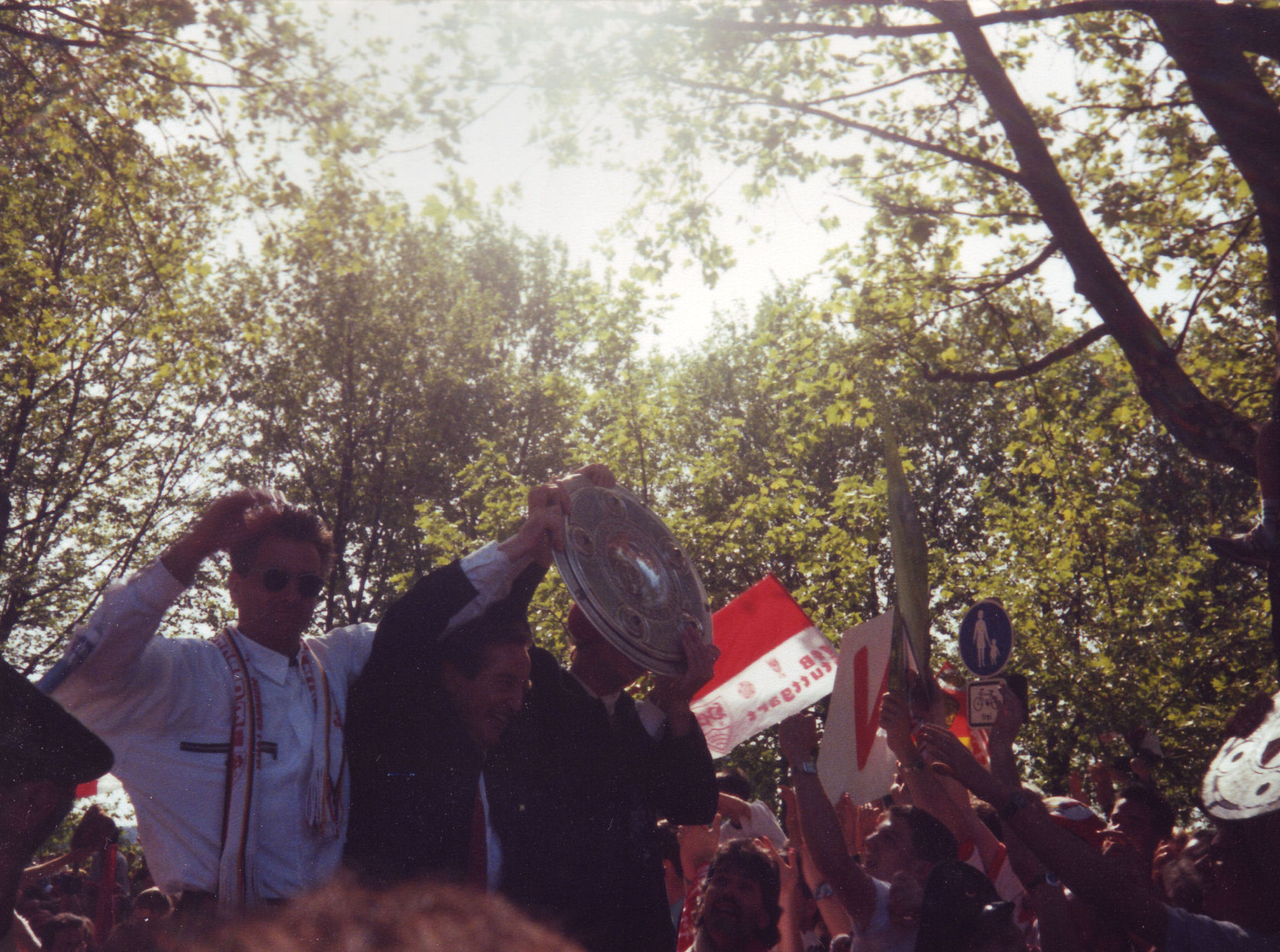
Stuttgart im Mai 1992

### Samstag, 23. Mai 1992
- Berlin/Deutschland: Der Zweitligist Hannover 96 gewinnt gegen Borussia Mönchengladbach im Finale des DFB-Pokals der Männer mit 4:3 im Elfmeterschießen.[30]
- Lissabon/Portugal: Belarus, Kasachstan und die Ukraine – allesamt Nachfolgestaaten der Sowjetunion im Besitz von Kernwaffen – erklären formell ihre Absicht, die Vorschriften des Atomwaffensperrvertrags einzuhalten, nach denen ihnen die militärische Nutzung von Kernenergie untersagt ist.[31]

### Sonntag, 24. Mai 1992
- Wien/Österreich: Im 2. Wahlgang der Bundespräsidentenwahl unterliegt der Sieger des 1. Wahlgangs Rudolf Streicher (SPÖ) seinem Kontrahenten Thomas Klestil (ÖVP), welcher fast 57 % der Stimmen erhält. Klestil wird das Amt des Bundespräsidenten am 8. Juni antreten.[32]

### Montag, 25. Mai 1992
- Auckland/Neuseeland: Der Fernsehsender Television New Zealand startet die Ausstrahlung der Seifenoper Shortland Street.[33]

### Dienstag, 26. Mai 1992

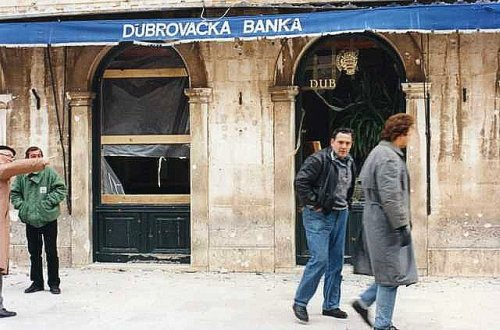
Szene in Dubrovnik während der Belagerung

- Brüssel/Belgien: Der Präsident der Europäischen Wirtschaftsgemeinschaft (EWG) erhält von der Regierung der Schweiz ein Schreiben, in dem das Land um die „Aufnahme von Verhandlungen“ (französisch „l'ouverture de négociations“) über einen Beitritt nach Artikel 237 des EWG-Vertrags bittet.[34]
- Dresden/Deutschland: Der Sächsische Landtag verabschiedet die Verfassung des Landes Sachsen.[35]
- Dubrovnik/Kroatien: Nach neunmonatiger Belagerung der Stadt durch die Jugoslawische Volksarmee sowie bewaffnete serbische Zivilisten gelingt es der Nationalgarde Kroatiens, den Blockadering um den circa 70.000 Einwohner zählenden Küstenort zu durchbrechen. Die Belagerer ziehen sich Richtung Süden zurück.[36]

### Mittwoch, 27. Mai 1992
- Paris/Frankreich: Wegen der beabsichtigten Agrarreform in den Ländern der Europäischen Gemeinschaften kommt es im parlamentarischen Unterhaus von Frankreich zu einem Misstrauensvotum gegen Regierungschef Pierre Bérégovoy von der Sozialistischen Partei. Am Ende fehlen drei Stimmen, um ihn mitsamt seiner Regierung abzusetzen.[37]

### Donnerstag, 28. Mai 1992

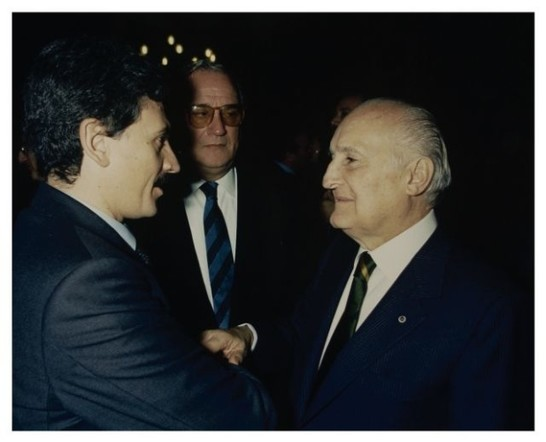
Oscar Luigi Scalfaro (rechts)

- Aachen/Deutschland: Der Karlspreis wird an den französischen Präsidenten der Kommission der Europäischen Gemeinschaften Jacques Delors übergeben für seinen Einsatz für die politische und wirtschaftliche „Vereinigung Europas“.[38]
- Rom/Italien: Als Nachfolger des Präsidenten der Italienischen Republik Francesco Cossiga von der Partei Christliche Demokratie wird dessen Parteikollege und ehemalige Innenminister Oscar Luigi Scalfaro vereidigt.[39]

### Freitag, 29. Mai 1992
- Washington, D.C./Vereinigte Staaten: Der Internationale Währungsfonds nimmt die Schweiz als neues Mitglied auf.[40][41]

### Samstag, 30. Mai 1992

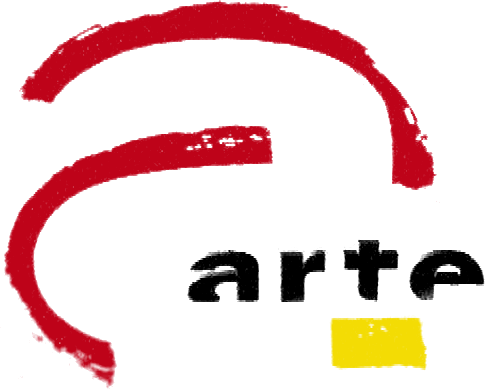
Logo des Kultursenders

- Sitten/Schweiz: Der FC Sion gewinnt 2:1 gegen den FC St. Gallen und wird Schweizer Fussballmeister 1992. Es ist der erste nationale Meistertitel des Vereins.[42]
- Straßburg/Frankreich: Der beitragsfinanzierte Fernsehsender Arte, kurz für „Association Relative à la Télévision Européenne“ (deutsch „Zusammenschluss bezüglich des europäischen Fernsehens“), startet in Deutschland und Frankreich mit der Programmausstrahlung. Der Sender setzt den Schwerpunkt auf kulturelle Themen und produziert für beide Staaten ein Angebot in der Landessprache, oft mit Untertiteln.[43]

### Sonntag, 31. Mai 1992
- New York/Vereinigte Staaten: Bei der 46. Verleihung des Tony Awards werden Glenn Close und Judd Hirsch jeweils für die beste Leistung in einer Hauptrolle in einem Theaterstück ausgezeichnet.[44]